# 貝俊龍
贝俊龙（英語：Nicholas Brian Halliday，英文名直译：尼古拉斯·布莱恩·哈利迪，旧姓贝齐（Bezy），1999年6月18日—）是一名香港男子帆船运动员，主攻ILCA7级，曾就读于史丹福郡大學。贝俊龙在香港出生，父亲是苏格兰人，母亲则是在加利福尼亚州成长的美国人，他在八、九岁时受母亲的影响开始接触帆船运动，一开始他并没有太喜欢帆船，后来在透过帆船认识了许多朋友后，他便开始投入到这项运动当中。他在西贡水域展开自己的运动生涯，15岁时开始代表中国香港参加国际赛事。成年后，他为了能代表香港参加2018年雅加达亚运而申领香港特区护照，由于申请特区护照需要填写中文名，他便与体能教练讨论，仅用时5分钟便决定好自己的中文名，他表示“贝”源自于其原来的姓氏“贝齐”（Bezy），“俊”是英俊的意思，采用“龙”则是因为该字很酷，即便他在2023年进行的杭州亚运后改英文姓氏为“哈利迪”（Halliday），他的中文名依旧保持不变。